# Jon Tester
Raymond Jon Tester (Havre, 21 agosto 1956) è un politico e agricoltore statunitense, senatore per lo stato del Montana dal 2007 al 2025. In precedenza ha servito come membro del Senato del Montana dal 1999 al 2007.